# Chamblay
Chamblay är en kommun i departementet Jura i regionen Bourgogne-Franche-Comté i östra Frankrike. Kommunen ligger i kantonen Villers-Farlay som tillhör arrondissementet Dole. År 2022 hade Chamblay 423 invånare.

## Befolkningsutveckling
Antalet invånare i kommunen Chamblay
Referens:INSEE